# بوكيمون سناب
بوكيمون سناب (باليابانية: ポケモンスナップ) (نطق ياباني:Pokemon Sunappu) (بالإنجليزية: Pokémon Snap)‏، هي لعبة فيديو من تطوير ستوديو هال لابوراتوري وباكس سوفتنيكا، ومن نشر ذا بوكيمون كومباني اليابانية، صدرت في الأسواق اليابانية والعالمية مابين عامي 1999 و2000، حيث حازت لعبة بوكيمون سناب على جائزة أكاديمية الفنون والعلوم التفاعلية، وتعمل لمنصة نينتندو 64.

## المواقع الخارجية
- الموقع الرسمي بالإنجليزية
- بوكيمون سناب على موقع IMDb (الإنجليزية)